# 巴塔爾河
巴塔爾河（匈牙利語：Batár-patak），是東歐的河流，位於烏克蘭和匈牙利，屬於蒂薩河的左支流，發源自科羅列沃以東10公里，流經外喀爾巴阡州，河道全長53公里，流域面積393平方公里。